# Jeremiás próféta
Jeremiás (nevének (יִרְמְיָהוּ Yirməyāhū) jelentése "Jah(weh) felmagasztal/felemel") Izrael egyik legnagyobb prófétája. A Kr. e. 7.-6. sz. fordulóján élt. A zsidó hagyomány szerint ő írta a nevét viselő könyvet, a Királyok könyveit és az ún. Siralomkönyvet.
Karl Jaspers szerint egyike volt az ún. tengelykor (i.e. 800-200) meghatározó gondolkodóinak.

## Élete
Hilkija pap fiaként született Anatotban, mintegy 5 km-re északnyugatra Jeruzsálemtől. A róla elnevezett könyv szerint Isten két látomásban hívta a prófétaságra (Jer 1,4-10) Jozija király uralkodásának 13. esztendejében (Kr. e. 627). Júda utolsó öt királya, Jozija (Jósia), Joaház (Joahás), Jojakim, Jojachin és Cidkija (Sedekiás) idején működött.
Valószínűleg már fiatalon megkezdte működését a közeli fővárosban, ahol a Jozija király jóságos uralkodása alatti békében már előre látta a közelgő veszedelmet. Erre az időszakra csupán egy, a megtalált törvénykönyvre is vonatkoztatható homályos utalás található (Jer 8,8).
Prófétai tevékenységét - másokhoz hasonlóan - ő is azzal a meggyőződéssel kezdte, hogy a nép majd megtér a szavára. Azonban reménye hamar kétkedésbe fordult, amikor szavai nem váltak valóra, beszéde hatástalan maradt. A templomban - komor jóslatai miatt - az őrültek közé sorolták, a város vezetői részéről megvetést tapasztalt.
Könyvét Jojakim király uralkodása alatt, Kr. e. 605/604-ben írta meg. Ekkor került kapcsolatba Bárukkal, Nerija fiával, aki írnoka és követője lett. Óva intette a királyt az Egyiptommal kötött szövetségtől, ám a király elégette a próféta tekercsét. Jeremiás ezután is gyakran került összetűzésbe vele, főként a király bálványimádása és életvitele miatt. Jojakim halála után fia került a trónra, ám ekkor beteljesedett Jeremiás jóslata, és Babilon serege megszállta az országot (Kr. e. 597). Mivel azonban vissza is vonult, Júda népe nem értékelte úgy, hogy Jeremiás jóslatai beteljesedtek volna.
Cidkija király alatt az elit üldözte őt (Jer 36-37), ezenkívül sorozatosan összetűzésbe került a papokkal és a hamis prófétákkal (pl. Jer 20,1-6; 26-28), akik a közelgő veszély ellenére békét és jólétet hirdettek, hogy megnyerjék maguknak a népet. Igyekezett a megadásra ösztönözni a királyt (pl. Jer 21,1-10), megjövendölte végzetét (Jer 34,1-7)is, ám Cidkija gyengesége miatt képtelen volt dönteni. Jeremiás többször életét veszélyeztette annak érdekében, hogy folytatni tudja hivatását.
Végül azonban minden jóslata bekövetkezett. Jeruzsálem lerombolása után II. Nabú-kudurri-uszur (Nabukodonozor) babiloni király kiszabadította és nagylelkűen bánt vele (Jer 39,11-12), hiszen a próféta megjósolta az ő győzelmét. Júda területén maradt, ahol - még az ostrom idején - egy kis földet vásárolt.
Nem sokkal később lázadók meggyilkolták Gedalját, Babilon jeruzsálemi helytartóját, ezért sokan Egyiptomba menekültek, és Jeremiást is - Bárukkal együtt - magukkal hurcolták, ott is halt meg (Jer 43,6-7).

## Konfliktusai
Próféciái tartalma miatt Jeremiás gyakran keveredett konfliktusba mind a királyokkal és a nép vezetőivel, mind a papokkal és más prófétákkal.
Jeremiás fellépésétől kezdve bírálta a király és az udvar istentelenségét, bálványimádását. Ezt ugyan átmenetileg enyhítette Jozija vallási reformja (622), ám később újra előtérbe kerül, egészen Jeruzsálem pusztulásáig. Ehhez járult még Jojakim király pazarlása, nyilvánvalóan felesleges építkezései, valamint törvényszegései. A próféta nagyon határozottan lépett fel ezek ellen, ám szinte eredmény nélkül.
A papokkal való összetűzéshez az a tény vezet, hogy Júda vallási vezetői számára elképzelhetetlen, hogy valaki Jahve nevében beszéljen, és Jeruzsálem pusztulását jósolja. Sokáig kérdéses tehát isteni küldetése is, főként hogy ezt nehéz kézzel foghatóan bizonyítania. Szembekerül a hamis prófétákkal is (pl. Hananja, Jer 28), ám velük szemben részben hamar kiderül az igaza (Hananja egy éven belül meghal, amint Jeremiás megmondja neki).
Mindezek folyamatos szenvedést okoznak neki. A testi kínzásokon (börtön, éheztetés, verések sőt a kút mélyére vetés) túl lelki bizonytalanság is gyötri: az első években ugyanis nem látja beteljesedni próféciáit, így erőt vesz rajta az elkeseredés. Ezen kívül több alkalommal is közvetlen életveszélybe kerül, ám amikor a papok megköveznék, akkor a nép felmenti, amikor pedig a nép vezetői vetik a kút mélyére, akkor egy Ebed-Melech nevű királyi szolga siet a segítségére.
E konfliktusok illetve a nép elutasítása miatti elkeseredésében az ún. Vallomásokkal fordul Jahvéhoz, és elpanaszolja sérelmeit és szenvedéseit úgy Jeruzsálem lakói, mint Jahve részéről. Panaszaira válaszul újabb megbízatásokat, illetve megerősítéseket kap, valódi választ - próféciái beteljesedését - azonban csak jóval később.

## Jeremiás könyve
Jeremiás könyve keletkezésére több elmélet is létezik. A legáltalánosabban (többek között a katolikus egyház által) elfogadott elmélet szerint a könyv mai szövege jórészt későbbi redakció eredménye, amely a próféta fennmaradt gondolatait dolgozza fel. A szövegek elemzése négy különböző forrásra utal:
- én-beszámolók (prófétai mondások.
- ő-beszámolók (az ún. Báruk-életrajz)
- a deuteronomisztikus nyelvvel és teológiával kapcsolatban lévő prózai beszédek
- jövendölések az üdvösségről

Ezeket a babiloni fogság alatt és után szerkesztették egységes művé, amely során a szerkesztő saját gondolatai alapján szerkesztette meg az anyagot. A folyamat még a Kr. e. 2. században is bizonyíthatóan tartott.
Tartalma:
- Fenyegető próféciák Jüda és Jeruzsálem ellen. 1-25.
- Az üdvösség ígérete 26-35.
- Elbeszélések Jeremiás életéből 36-43.
- Fenyegető próféciák a pogány nemzetek ellen 46-51.
- Függelék. 52.[2]

## Próféciái
Tisztítsd meg szívedet a gonosztól, ó, Jeruzsálem, hogy megszabadulhass! Meddig maradnak még benned álnok gondolataid?
Jeremiás próféciáit nevezhetnénk irodalmi formába öntött vízióknak is: látja a jövőt a jelenben, lelkével teljesen átélve azt, és az előtoluló gondolatokból szinte kibuknak száján a próféciák szavai, melyeket, úgy érzi, nem is vonhat vissza (4,19). Jahve szavai, amelyek belőle kiáradnak, olyanok mint az élő tűz, amely felperzseli a népet (5,14). Szavai – más prófétákhoz hasonlóan – közvetlenül Jahve szavai, azonban elődeinél jóval több emberi érzékelésre utaló jelet találunk bennük. Szeretete a nép iránt, és személyes szerepe mindabban, amit hirdet, sokkal kézzelfoghatóbb, mint a korábbi próféták esetében: együttérzése az olvasóban is együttérzést ébreszt, ám büntető szavai is élesebbek és életbevágóbbak.